# Editions Spotkania
Editions Spotkania – polskie wydawnictwo emigracyjne założone w 1978 w Paryżu przez Piotra Jeglińskiego. 

## Historia
Początki wydawnictwa związane były z inicjatywą wydania emigracyjnej edycji lubelskiego pisma „Spotkania”  podjętą przez Piotra Jeglińskiego. Pierwsze dwa numery pisma wydano dzięki pomocy Andrzeja Stypułkowskiego w Londynie. Pierwszą książką wydawnictwa były Wspomnienia z Kazachstanu ks. Władysława Bukowińskiego, wydane również w Londynie w 1979. Od 1980 książki drukowano w Paryżu. Do ogłoszenia stanu wojennego wydawnictwo zajmowało się reedycją pisma „Spotkania” oraz książek ukazujących się w wydawniczej serii Biblioteka  „Spotkań”. Następnie prowadziło także własną działalność wydawniczą, było także znane z przerzucanych do Polski edycji miniaturowych. Nakład jego książek w latach 80. sięgał średnio 10 000 egzemplarzy. Łącznie do 1989 wydało sześćdziesiąt dziewięć tytułów książkowych, przedrukowywało także numery „Spotkań”, a w latach 80. wydawało także kwartalnik „Libertas”. W 1989 wydawnictwo zostało wyróżnione Nagrodą im. Jerzego Łojka.
Od 1990 wydawnictwo działało w Polsce. Prezesem wydawnictwa pozostawał Piotr Jegliński, dyrektorem generalnym do chwili śmierci (w katastrofie polskiego Tu-154 w Smoleńsku) był Janusz Krupski. Editions Spotkania było również wydawcą tygodnika „Spotkania”.

## Wybrane tytuły

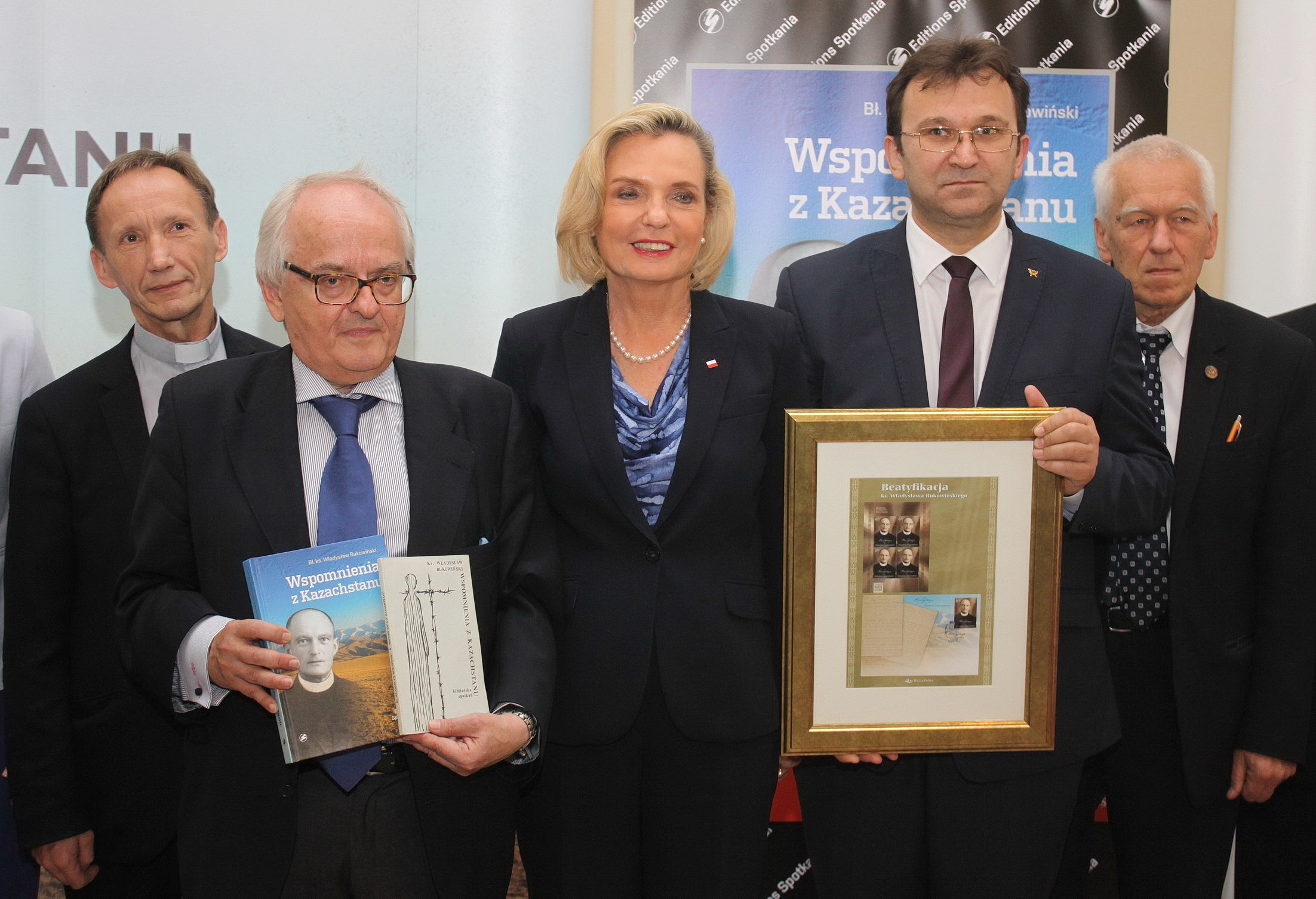
P. Jegliński w czasie promocji książki "Wspomnienia z Kachstanu" wraz z Marią Anders, Wiesławem Włodkiem (zarząd Poczty Polskiej) i Kornelem Morawieckim w 2016 roku

- Władysław Bukowiński – Wspomnienia z Kazachstanu (1979) i (2016) – wydanie II uzupełnione.
- Piotr Woźniak – Zapluty karzeł reakcji. Wspomnienia AK-owca z więzień w PRL (1982)
- Marian Kukiel – Dzieje porozbiorowe Polski 1795–1921 (1983)
- Tadeusz Żenczykowski – Dwa komitety 1920, 1944 (1983)
- Józef Czapski – Na nieludzkiej ziemi (1984)
- Maciej Łopiński, Marcin Moskit (właśc. Zbigniew Gach), Mariusz Wilk – Konspira. Rzecz o podziemnej „Solidarności” (1984)
- Jerzy Popiełuszko – Zapiski 1980–1984 (1985)
- Tadeusz Żenczykowski – Samotny bój Warszawy (1985)
- Adam Ludwik Korwin-Sokołowski – Fragmenty wspomnień 1910–1945 (1985)
- Władysław Bartoszewski – Warto być przyzwoitym (1986)
- Jerzy Holzer, Jan Kieniewicz, Michał Tymowski – Historia Polski (1986)
- Władysław Bartoszewski – Na drodze do niepodległości (1987)
- Tadeusz Żenczykowski – Polska lubelska 1944 (1987)
- Komedianci. Rzecz o bojkocie, oprac. Andrzej Roman, Marian Sabat, Alicja Balińska i inni (1988)
- Aleksandr Sołżenicyn – Lenin w Zurychu (1988)
- Alfred Znamierowski – Zaciskanie pięści. Rzecz o „Solidarności Walczącej” (1988)
- Wiktor Suworow – Akwarium (1989)
- Janusz Zawodny – Katyń (1989)
- Piotr Semka – Lewy czerwcowy RECYDYWA?. ISBN 978-83-7965-176-4
- Piotr Wroński – Spowiedź życia. ISBN 978-83-7965-156-6
- Cezary Gmyz – Co nam Gmyz zgotował?. ISBN 978-83-7965-132-0
- Marcin Gmys – Karol Kurpiński i romantyczna Europa. ISBN 978-83-7965-120-7
- Hubert d’Ornano – Od Marii Walewskiej do Sisleya. Piękno bez granic. ISBN 978-2-912348-20-3
- Bohdan Cywiński – Dzieje narodów Europy Wschodniej. ISBN 978-83-7965-028-6
- Józef Łobodowski – Żywot człowieka poczciwego. ISBN 978-83-7965-004-0
- Astolphe de Custine – Listy z Rosji. ISBN 978-83-7965-016-3
- Leon Łoś – Drugi brzeg Oki. Polacy w łagrach. ISBN 978-83-7965-068-2
- Witold Pronobis – Generał Grot. Kulisy zdrady i śmierci. ISBN 978-83-7965-000-2
- Władysław Bartoszewski – Syndykat zbrodni. ISBN 978-83-7965-128-3
- Jerzy Popiełuszko – Ks. Jerzy Popiełuszko – zapiski 1980-1984. ISBN 978-83-7965-124-5
- Sławomir Cenckiewicz, Witold Bagieński, Piotr Woyciechowski – Konfidenci są wśród nas. Archiwa ujawniają prawdę. ISBN 978-83-7965-132-0
- Piotr Wroński – Spisek założycielski. Historia jednego morderstwa. ISBN 978-83-7965-036-1
- Piotr Wroński – Weryfikacja: historia manipulacji i zdrady. ISBN 978-83-7965-096-5
- Leszek Szymowski – Księżobójcy. Anatomia zbrodni. ISBN 978-83-7965-212-9